# Rain (Sänger)
Rain (비 ['piː]; * 25. Juni 1982 in Seoul, Südkorea als Jung Ji-hoon) ist ein südkoreanischer Schauspieler, Model, R&B- und K-Pop-Sänger der ersten K-Pop-Generation.

## Name
Jung Ji-hoons Künstlername bedeutet in allen Sprachen Regen. Im Englischen wird er Rain genannt. In Korea lautet sein Name 비 Bi und im Chinesischen ist er unter 雨 bekannt. Lediglich die in Japan verwendete Bezeichnung ピ Pi ist die Transliteration der koreanischen Aussprache.

## Leben
Als Jugendlicher war Rain kurzzeitig von 1998 bis 2000 in einer Band namens Fanclub. Nach Auflösung der Gruppe verfolgte Rain das Ziel Tänzer zu werden und nahm an Vorsprechen teil. 2000 wurde er von der Talentagentur und Plattenfirma JYP Entertainment gecastet. Im selben Jahr verstarb seine Mutter. In den ersten Jahren war Rain als Backgroundtänzer bei JYP tätig.
Jung Ji-hoon nahm den Künstlernamen Rain an und brachte 2002 sein erstes Album Bad Guy auf den Markt. Der gleichnamige Song wurde in Asien auf Anhieb ein Hit. Danach zog er sich als Sänger zurück und begann in Fernsehserien zu schauspielern (unter anderem in Sang Doo! Let’s Go to School, 2003). Nach seinem Erfolg als Sänger und Schauspieler brachte Rain sein zweites Album How to Avoid the Sun (Rain 2) heraus, mit Erfolg der Single Way to Avoid the Sun.
Im Jahr 2004 stand er für die Fernsehserie Full House vor der Kamera, welche konstante Einschaltquoten von 30 % erreichte. Die Serie war ein Erfolg in ganz Asien. Für seine Rolle in der Serie bekam er den Popularitätspreis bei den KBS Drama Awards.
2006 debütierte er als Filmschauspieler in Park Chan-wooks I’m a Cyborg, But That’s OK an der Seite von Lim Su-jeong. Der Film wurde auf der Berlinale 2007 mit dem Alfred-Bauer-Preis ausgezeichnet. 2008 stand Rain erstmals vor der Kamera einer amerikanischen Produktion der Wachowskis. In dem Film Speed Racer spielte Rain den Rennfahrer Taejo Togokahn, verfilmt nach dem Anime Speed Racer. Ende des Jahres 2008 spielte er die Hauptrolle in Ninja Assassin, einer weiteren amerikanischen Produktion von Regisseur James McTeigue, wobei auch hier die Wachowskis neben Joel Silver die Produktion übernahmen. Für den Film musste Rain Martial-Arts-Elemente einstudieren und trainieren. Gefilmt wurde in Berlin.
Sein erstes Konzert in Deutschland gab er am 19. Mai 2011 im Rahmen der Dresdner Musikfestspiele. Im gleichen Jahr trat er am 11. Oktober 2011 in der Stadt Uijeongbu seinen Wehrdienst an. Seine Entlassung fand am 10. Juli 2013 statt. Ein Jahr später stand er in The Prince – Only God Forgives (2014) neben Bruce Willis und John Cusack vor der Kamera. Des Weiteren spielte er an der Seite von Liu Yifei die Hauptrolle in dem chinesischen Film Lù Shuǐ Hóng Yán (露水红颜, 2014).

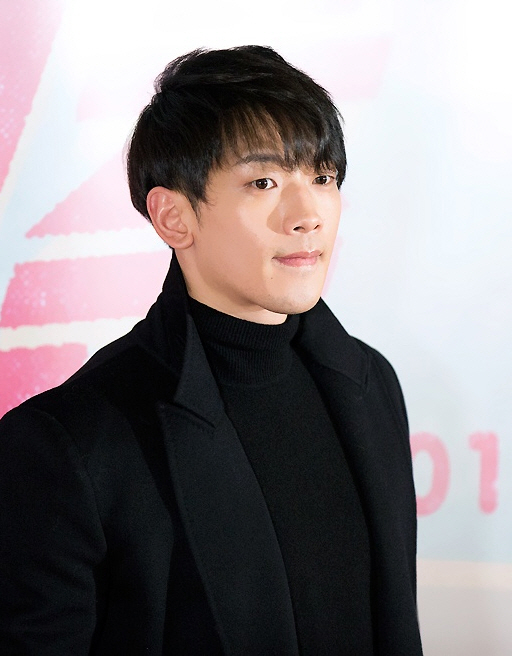
Rain (2014)

2015 gründete Rain sein eigenes Unternehmen, die R.A.I.N. Company.
Am 19. Januar 2017 heiratete er die Schauspielerin Kim Tae-hee in einer römisch-katholischen Zeremonie. Kurze Zeit zuvor hatte er sich taufen lassen. Im Oktober 2017 wurde Rain Vater einer Tochter. Die zweite Tochter des Paars kam im September 2019 zur Welt.
2019 spielte Rain die Hauptrolle in der Filmbiografie der koreanischen Radsportlegende Uhm Bok-dong. Dieser wurde zum Helden, als er zur Zeit der japanischen Besetzung Koreas die japanischen Sportler im Rennen besiegte.

## Diskografie

### Alben
| Jahr                 | Titel                | Höchstplatzierung, Gesamtwochen/‑monate, AuszeichnungChartplatzierungen (Jahr, Titel, Platzierungen, Wochen/Monate, Auszeichnungen, Anmerkungen) | Höchstplatzierung, Gesamtwochen/‑monate, AuszeichnungChartplatzierungen (Jahr, Titel, Platzierungen, Wochen/Monate, Auszeichnungen, Anmerkungen) | Anmerkungen                                                       |
| Jahr                 | Titel                | KR | JP | Anmerkungen                                                       |
| -------------------- | -------------------- | --- | --- | ----------------------------------------------------------------- |
| Südkoreanische Alben |                      | | |                                                                   |
|                      |                      | | |                                                                   |
| 2002                 | Bad Guy              | KR9 (9 Mt.)KR | — | Erstveröffentlichung: 13. Mai 2002                                |
| 2003                 | How to Avoid the Sun | KR6 (6 Mt.)KR | JP215 (1 Wo.)JP | Erstveröffentlichung: 16. Oktober 2003                            |
| 2004                 | It’s Raining         | KR3 (4 Mt.)KR | JP15 (7 Wo.)JP | Erstveröffentlichung: 10. Oktober 2004                            |
| 2006                 | Rain’s World         | KR1 (4 Mt.)KR | JP57 (2 Wo.)JP | Erstveröffentlichung: 14. Oktober 2006                            |
| 2008                 | Rainism              | KR91 (1 Wo.)KR | JP22 (5 Wo.)JP | Erstveröffentlichung: 15. Oktober 2008 Chartplatzierungen ab 2010 |
| 2010                 | Back to the Basic    | KR1 (16 Wo.)KR | JP25 (5 Wo.)JP | Erstveröffentlichung: 7. April 2010                               |
| 2014                 | Rain Effect          | KR1 (8 Wo.)KR | — | Erstveröffentlichung: 2. Januar 2014                              |
| 2017                 | My Life              | KR7 (2 Wo.)KR | — | Erstveröffentlichung: 1. Dezember 2017                            |
| 2021                 | Pieces by Rain       | KR23 (3 Wo.)KR | — | Erstveröffentlichung: 3. März 2021                                |
| Japanische Alben     |                      | | |                                                                   |
|                      |                      | | |                                                                   |
| 2005                 | Early Works          | — | JP35 (2 Wo.)JP | Erstveröffentlichung: 7. Dezember 2005 Kompilation                |
| 2005                 | Eternal Rain         | — | JP14 (5 Wo.)JP | Erstveröffentlichung: 13. September 2006                          |

### Singles
| Jahr                   | Titel Album                                         | Höchstplatzierung, Gesamtwochen, AuszeichnungChartplatzierungen (Jahr, Titel, Album, Platzierungen, Wochen, Auszeichnungen, Anmerkungen) | Höchstplatzierung, Gesamtwochen, AuszeichnungChartplatzierungen (Jahr, Titel, Album, Platzierungen, Wochen, Auszeichnungen, Anmerkungen) | Anmerkungen                      |
| Jahr                   | Titel Album                                         | KR | JP | Anmerkungen                      |
| ---------------------- | --------------------------------------------------- | --- | --- | -------------------------------- |
| Südkoreanische Singles |                                                     | | |                                  |
|                        |                                                     | | |                                  |
| 2002                   | Bad Guy (나쁜 남자) Bad Guy                         | — | — |                                  |
| 2002                   | Hand Shake (악수) Bad Guy                           | — | — |                                  |
| 2002                   | Instead of Saying Goodbye (안녕이란 말대신) Bad Guy | — | — |                                  |
| 2003                   | Ways to Avoid the Sun (태양을 피하는 방법) Rain 2   | — | — |                                  |
| 2003                   | You Already Knew Rain 2                             | — | — |                                  |
| 2004                   | It’s Raining                                        | — | — |                                  |
| 2004                   | I Do It’s Raining                                   | — | — |                                  |
| 2004                   | Nan It’s Raining                                    | — | — |                                  |
| 2006                   | Notes (from)… (手记; Shou Ji) –                     | — | — |                                  |
| 2006                   | Still Believe –                                     | — | — |                                  |
| 2006                   | Go Forward –                                        | — | — |                                  |
| 2006                   | I’m Coming Rain’s World                             | — | — | feat. Tablo                      |
| 2006                   | In My Bed Rain’s World                              | — | — |                                  |
| 2006                   | With U Rain’s World                                 | — | — |                                  |
| 2008                   | Love Story Rainism                                  | — | — |                                  |
| 2008                   | Rainism                                             | — | — |                                  |
| 2009                   | September 12th (9월 12일) Rainism                   | — | — |                                  |
| 2010                   | Love Song (널 붙잡을 노래) Back to the Basic        | KR1 (13 Wo.)KR | — |                                  |
| 2010                   | Hip Song Back to the Basic                          | KR6 (13 Wo.)KR | — |                                  |
| 2011                   | Busan Woman (부산여자) –                            | KR4 (5 Wo.)KR | — |                                  |
| 2014                   | 30 Sexy Rain Effect                                 | KR12 (6 Wo.)KR | — |                                  |
| 2014                   | La Song Rain Effect                                 | KR8 (13 Wo.)KR | — |                                  |
| 2014                   | I Love You (사랑해) Rain Effect                     | KR32 (3 Wo.)KR | — |                                  |
| 2017                   | The Best Present –                                  | KR5 (9 Wo.)KR | — |                                  |
| 2017                   | Goodbye (오늘 헤어져) My Life                       | KR81 (1 Wo.)KR | — | feat. Jo Hyun-ah of Urban Zakapa |
| 2017                   | Gang (깡) My Life                                   | KR40 (6 Wo.)KR | — |                                  |
| 2019                   | Beginning (시작할까, 나) The Love of Autumn         | KR94 (1 Wo.)KR | — | mit Soyou                        |
| 2020                   | Switch to Me Pieces by Rain                         | KR15 (9 Wo.)KR | — | mit J.Y. Park                    |
| 2021                   | Why Don’t We Pieces by Rain                         | KR106 (3 Wo.)KR | — | feat. Chungha                    |
| 2021                   | Magnetic Pieces by Rain                             | — | — | feat. Jackson Wang               |
| 2021                   | Domestic –                                          | KR146 (1 Wo.)KR | — |                                  |
| Japanische Singles     |                                                     | | |                                  |
|                        |                                                     | | |                                  |
| 2006                   | Sad Tango Eternal Rain                              | — | JP14 (8 Wo.)JP |                                  |
| 2006                   | Free Way Eternal Rain                               | — | JP15 (4 Wo.)JP |                                  |
| 2006                   | Move On Eternal Rain                                | — | JP17 (3 Wo.)JP |                                  |

grau schraffiert: keine Chartdaten aus diesem Jahr verfügbar

## Filmografie

### Fernsehserien
- 2003: Sang Doo! Let’s Go To School (상두야 학교가자!)
- 2004: Full House (풀하우스)
- 2005: A Love to Kill (이 죽일 놈의 사랑)
- 2010: The Fugitive: Plan B (도망자 Plan.B)
- 2014: My Lovely Girl (내겐 너무 사랑스러운 그녀)
- 2015: Diamond Lover (다이아몬드 러버)
- 2016: Come Back Mister (돌아와요 아저씨)
- 2018: Sketch (스케치)
- 2024: Red Swan (화인가 스캔들)

### Filme
- 2006: I’m a Cyborg, But That’s OK
- 2008: Speed Racer
- 2009: Ninja Assassin
- 2012: Into the Sun – Kampf über den Wolken (R2B: 리턴 투 베이스)
- 2014: The Prince – Only God Forgives (The Prince)
- 2014: Lù Shuǐ Hóng Yán (露水红颜)
- 2019: Race to Freedom: Um Bok Dong (자전차왕 엄복동)

## Auszeichnungen
Neben zahlreichen Preisen und Auszeichnungen wurde Rain im April 2006 vom Time Magazine auch in den „100 Most Influential People Who Shape Our World“ (100 einflussreichste Personen, die unsere Welt gestalten) gelistet. Im folgenden Jahr wurde er in einer Online-Umfrage des Magazins auf Platz 1 gewählt. 2011 erreichte er erneut Platz eins durch die Leserumfrage.

### Musikpreise
Golden Disk Award
- 2002: Auszeichnung in der Kategorie Bester Neuer Künstler
- 2004: Bonsang
- 2008: Bonsang

KBS Music Awards
- 2002: Auszeichnung in der Kategorie Bester Neuer Künstler
- 2002: Auszeichnung in der Kategorie Most Popular Singer Award by Producers
- 2004: Artist of the Year

KMTV Music Awards
- 2002: Auszeichnung in der Kategorie Bester Neuer Künstler
- 2003: Auszeichnung in der Kategorie Bester Sänger

Mnet Asian Music Awards
- 2002: Auszeichnung in der Kategorie Bester Neuer Künstler für Bad Guy
- 2004: Auszeichnung für das Beste Musikvideo des Jahres: It’s Raining
- 2006: Auszeichnung in der Kategorie Bester Sänger für I’m Coming
- 2010: Auszeichnung für die Beste Tanzperformance in der Kategorie Solo für Love Song

MTV Asia Awards
- 2005: Auszeichnung in der Kategorie Bester Koreanischer Sänger[23]

SBS Music Awards
- 2002: Auszeichnung in der Kategorie Bester Neuer Künstler
- 2003: Bonsang
- 2003: Popularitätspreis
- 2004: Bonsang
- 2004: Popularitätspreis
- 2006: Bonsang
- 2008: Auszeichnung in der Kategorie Bester Song für Rainism

Seoul Music Awards
- 2002: Auszeichnung in der Kategorie Bester Neuer Künstler
- 2003: Bonsang
- 2004: Bonsang

Channel V Music Video Awards
- 2005: Auszeichnung in der Kategorie Beste Single
- 2005: Auszeichnung in der Kategorie Populärster Asiatischer Sänger

IFPI Hong Kong Music Sale Awards
- 2006: Korea and Japan Music Award

MTV China Awards
- 2005: Auszeichnung in der Kategorie Bester Koreanischer Künstler[24]

MTV Video Music Awards Japan
- 2005: Best Buzz Asia from Korea[25]

Korean Music Awards
- 2004: Auszeichnung in der Kategorie Bester Sänger

China Music Awards
- 2015: Auszeichnung in der Kategorie Einflussreichster koreanischer Künstler in Asien[26]

Busan One Asia Festival
- 2016: Auszeichnung für seinen Beitrag zur Bekanntheit des K-Pop[27]

### Filmpreise
MTV Movie Awards
- 2010: Auszeichnung in der Kategorie Biggest Badass Star für Ninja Assassin[28]

Baeksang Arts Awards
- 2004: Popularitätspreis für Sang Doo! Let’s Go To School
- 2007: Auszeichnung in der Kategorie Bester Neuer Filmschauspieler für I’m a Cyborg, But That’s OK

Daejong-Filmpreis
- 2007: Overseas Popularity Award mit Kim Tae-hee[29]

KBS Drama Awards
- 2003: Auszeichnung in der Kategorie Bester Neuer Schauspieler für Sang Doo! Let’s Go To School
- 2003: Auszeichnung in der Kategorie Bestes Leinwandpaar mit Gong Hyo-jin für Sang Doo! Let’s Go To School
- 2003: Popularitätspreis (Schauspieler) für Sang Doo! Let’s Go To School
- 2003: Netizenpreis (Schauspieler) für Sang Doo! Let’s Go To School
- 2004: Excellence Award (Schauspieler) für Full House
- 2004: Auszeichnung in der Kategorie Bestes Leinwandpaar mit Song Hye-kyo für Full House
- 2004: Popularitätspreis (Schauspieler) für Full House
- 2004: Netizenpreis (Schauspieler) für Full House
- 2005: Netizenpreis (Schauspieler) für A Love to Kill